# Bryggeriet Rabeshave
Bryggeriet Rabeshave, Langebrogade 6-8A, var et bryggeri på Christianshavn i København, formelt oprettet i 1851. I 1891 indgik det i De forenede Bryggerier, men først 1905 blev produktionen lukket ned på den gamle adresse. I dag er Rabeshave en beværtning og spisested.
I 1600-tallet lå her et genever-destilleri og udskænkningssted for hollænderne på Amager, når de kom på hestekærrerne med forsyninger, der skulle sejles over til Christiansborg Slot. I midten af 1700-årene blev Peder Rabe Holm ejer og oprettede et hvidtølsbryggeri, der bar hans navn.
Det stadig eksisterende dobbelthus er opført i 1802 og 1814 med 2 lejligheder på hver etage. Senest 1851 var der indrettet en lille butik, der senest i 1885 blev afløst af et beværtningslokale. Et professionelt nyt bryggeri blev grundlagt på adressen i 1851 af greve Frederik Marcus Knuth og glarmester Friedel fra Glostrup. 
Bryggeriet bestod i en tid af denne ejendom og ejendommen Wilders Kanal 4. Fra 1855 til 1881 var Rabeshave det største bryggeri på Christianshavn. Fra 1870'erne og indtil 1879 var brygmesteren den kendte S.A. van der Aa Kühle. 1893 blev det nedlagt som bryggeri og afhændet 1905.
Beboelsesbygningerne blev fredet 1988, mens bryggeriets bygninger op ad volden har høj bevaringsværdi.